# Boston Society of Film Critics Awards za nejlepšího herce
Boston Society of Film Critics Awards za nejlepšího herce je jedna z kategorií na každoročním předávání cen, které udílí Boston Society of Film Critics.

## Vítězové

### 1980–1989
| Rok  | Vítěz            | Název filmu               | Role                              |
| ---- | ---------------- | ------------------------- | --------------------------------- |
| 1980 | Robert De Niro   | Zuřící býk                | Jake LaMotta                      |
| 1981 | Burt Lancaster   | Atlantic City             | Lou Pascal                        |
| 1982 | Dustin Hoffman   | Tootsie                   | Michael Dorsey / Dorothy Michaels |
| 1983 | Eric Roberts     | Star 80                   | Paul Snider                       |
| 1984 | Haing S. Ngor    | Vražedná pole             | Dith Pran                         |
| 1985 | Jack Nicholson   | Čest rodiny Prizziů       | Charley Partanna                  |
| 1986 | Bob Hoskins      | Mona Lisa                 | George                            |
| 1987 | Albert Brooks    | Vysíláme zprávy           | Aaron Altman                      |
| 1988 | Daniel Day-Lewis | Nesnesitelná lehkost bytí | Tomas                             |
| 1989 | Daniel Day-Lewis | Moje levá noha            | Christy Brown                     |

### 1990–1999
| Rok  | Vítěz             | Název filmu               | Role                        |
| ---- | ----------------- | ------------------------- | --------------------------- |
| 1990 | Jeremy Irons      | Zvrat štěstěny            | Claus von Bülow             |
| 1991 | Nick Nolte        | Pán přílivu               | Tom Wingo                   |
| 1992 | Denzel Washington | Malcolm X                 | Malcolm X                   |
| 1993 | Daniel Day-Lewis  | Ve jménu otce             | Gerard “Gerry” Conlon       |
| 1994 | Albert Finney     | Profesor odchází          | Andrew Crocker-Harris       |
| 1995 | Nicolas Cage      | Leaving Las Vegas         | Ben Sanderson               |
| 1996 | Geoffrey Rush     | Záře                      | David Helfgott              |
| 1997 | Al Pacino         | Krycí jméno Donnie Brasco | Benjamin “Lefty” Ruggiero   |
| 1998 | Brendan Gleeson   | Frigo na mašině           | Martin Cahill               |
| 1998 | Brendan Gleeson   | Byl jsem dole             | Bunny Kelly                 |
| 1999 | Jim Carrey        | Muž na Měsíci             | Andy Kaufman / Tony Clifton |

### 2000–2009
| Rok  | Vítěz                  | Název filmu                 | Role                        |
| ---- | ---------------------- | --------------------------- | --------------------------- |
| 2000 | Colin Farrell          | Tábor tygrů                 | Private Roland Bozz         |
| 2001 | Brian Cox              | L.I.E.                      | John Harrigan               |
| 2001 | Denzel Washington      | Training Day                | detektiv Alonzo Harris      |
| 2002 | Adrien Brody           | Pianista                    | Władysław “Wladek” Szpilman |
| 2003 | Bill Murray            | Ztraceno v překladu         | Bob Harris                  |
| 2004 | Jamie Foxx             | Ray                         | Ray Charles                 |
| 2005 | Philip Seymour Hoffman | Capote                      | Truman Capote               |
| 2006 | Forest Whitaker        | Poslední skotský král       | Idi Amin                    |
| 2007 | Frank Langella         | Starting Out in the Evening | Leonard Schiller            |
| 2008 | Sean Penn              | Milk                        | Harvey Milk                 |
| 2008 | Mickey Rourke          | Wrestler                    | Robin Ramzinski             |
| 2009 | Jeremy Renner          | Smrt čeká všude             | William James               |

### 2010–2019
| Rok  | Vítěz             | Název filmu             | Role             |
| ---- | ----------------- | ----------------------- | ---------------- |
| 2010 | Jesse Eisenberg   | The Social Network      | Mark Zuckerberg  |
| 2011 | Brad Pitt         | Moneyball               | Billy Beane      |
| 2012 | Daniel Day-Lewis  | Lincoln                 | Abraham Lincoln  |
| 2013 | Chiwetel Ejiofor  | 12 let v řetězech       | Solomon Northup  |
| 2014 | Michael Keaton    | Birdman                 | Riggan Thomson   |
| 2015 | Paul Dano         | Love & Mercy            | Brian Wilson     |
| 2015 | Leonardo DiCaprio | Revenant Zmrtvýchvstání | Hugh Glass       |
| 2016 | Casey Affleck     | Místo u moře            | Lee Chandler     |
| 2017 | Daniel Kaluuya    | Uteč                    | Chris Washington |
| 2018 | John C. Reilly    | Stan a Ollie            | Oliver Hardy     |
| 2019 | Adam Sandler      | Drahokam                | Howard Ratner    |

### 2020–2029
| Rok  | Vítěz              | Název filmu              | Role                 |
| ---- | ------------------ | ------------------------ | -------------------- |
| 2020 | Anthony Hopkins    | Otec                     | Anthony Evans        |
| 2021 | Hidetoši Nišidžima | Drive My Car             | Yusuke Kafuku        |
| 2022 | Colin Farrell      | Víly z Inisherinu        | Pádraic Súilleabháin |
| 2022 | Colin Farrell      | Život po Jangovi         | Jake                 |
| 2023 | Paul Giamatti      | Zimní prázdniny          | Paul Hunham          |
| 2024 | Timothée Chalamet  | Bob Dylan: Úplně neznámý | Bob Dylan            |